# Аптекарский переулок (Томск)
Апте́карский переу́лок в Томске. Пролегает от переулка Батенькова до реки Ушайки.

## История
Первоначальное название — Аптечный — получил (1878), вероятно, по открытой при Приказе общественного призрения аптеке, в переулке находились два дома этого Приказа, где могла размещаться аптека. Переулок назывался также Аптечной (Аптекарской) улицей.
На улице находилась одна из старейших в Томске церквей — Никольская (Христорождественская), сохранившаяся от основанного здесь в 1671 году девичьего Рождественского монастыря (закрытого в 1776 году).
У выхода переулка к Ушайке в 1890-е годы устраивалась временная переправа на Кондратьевскую (ныне — Лермонтова) улицу, а также к Болотному базару. В 1914 году здесь был возведён постоянный деревянный мост на каменных сваях, получивший название Аптекарский. Мост играл важную транспортную роль, так как не всякая лошадь одолевала крутой Кузнечный взвоз. Мост также облюбовали местные целители, торговавшие здесь своими снадобьями и лечившие от «сглаза».
В переулке находились бани Карукеса и Немзера, трактир Кармацких, пивная лавка Крюгера. По решению томской городской думы рядом с Аптекарским мостом над Ушайкой были устроены две общественные специально отапливаемые в холодное время года «теплушки» для полоскания белья.

## Новая история
В 1930-е годы Никольская церковь была снесена.
В 1940 году старый Аптекарский мост был заменён на железобетонный.
В начале 1980-х Аптекарский мост был капитально отремонтирован с полной заменой несущих конструкций.